# San Michele Arcangelo (Nápoly)
A San Michele Arcangelo templom Nápoly történelmi központjában, a Piazza Dantén.

## Története
Korábban Santa Maria della Provvidenza néven volt ismert. 1620-ban épült majd a 18. században Domenico Antonio Vaccaro felújította rokokó stílusban, majd Giuseppe Astarita kibővítette. Egyike a legszebb 18. századi nápolyi templomoknak. Az egykori Porta Alba városkapu mellett épült fel, innen származik alternatív neve.

## Leírása
A templom homlokzata figyelemre méltó: két szintes, mindkét oldalán két-két lizénával. A két szint közé egy lunetta ékelődik, amely fölött egy kis terasz ugrik ki a homlokzat síkjából. Belsejét Giuseppe Marullo és Vaccaro festményei díszítik. A mennyezet freskóit Lucio Stabile készítette. A márvány szenteltvíztartó Nicola Tagliacozzi Canale alkotása 1758-ból. Hosszas restaurálási munkálatok után 2010-ben nyitotta meg ismét kapuit.